# قائمة البعثات الدبلوماسية في السويد

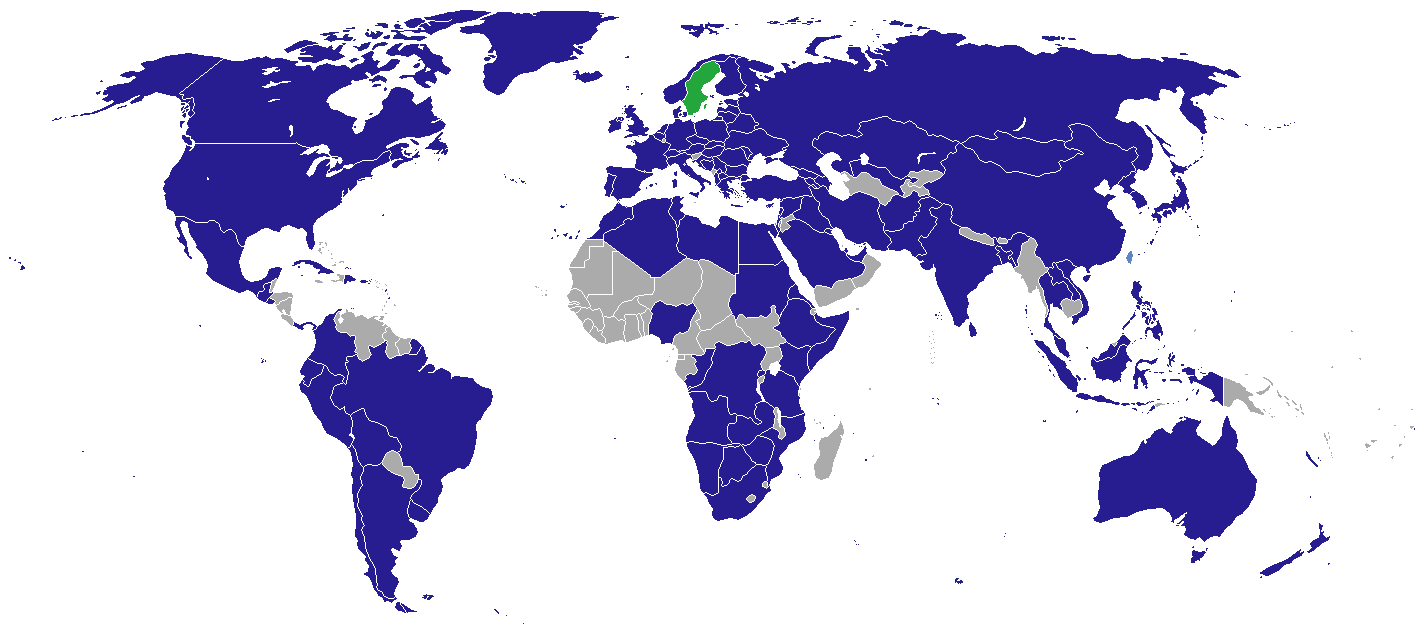
خريطة البعثات الدبلوماسية في السويد

تعرض هذه الصفحة قائمة البعثات الدبلوماسية في السويد. حاليا، توجد في العاصمة ستوكهولم 108 سفارات. دول أخرى عديدة لها سفراء معتمدون في السويد، لكن معظمهم يقيم في برلين، أوكوبنهاغن، أوبروكسيل، أولندن. هذه القائمة تستثني القنصليات الفخرية.

## سفارات
ستوكهولم
| - أفغانستان - ألبانيا - الجزائر - أنغولا - الأرجنتين - أرمينيا - أستراليا - النمسا - أذربيجان - بنغلاديش - بيلاروس - بلجيكا - بوليفيا - البوسنة والهرسك - بوتسوانا - البرازيل - بلغاريا - كندا - تشيلي - الصين - كولومبيا - جمهورية الكونغو - جمهورية الكونغو الديمقراطية - كرواتيا - كوبا - قبرص - جمهورية التشيك - الدنمارك - جمهورية الدومينيكان - الإكوادور - مصر - السلفادور - إرتريا - إستونيا - إثيوبيا - فنلندا | - فرنسا - جورجيا - ألمانيا - اليونان - غواتيمالا - الفاتيكان - المجر - آيسلندا - الهند - إندونيسيا - إيران - العراق - جمهورية أيرلندا - إسرائيل - إيطاليا - اليابان - كازاخستان - كينيا - كوسوفو - الكويت - لاوس - لاتفيا - لبنان - ليبيا - ليتوانيا - ماليزيا - المكسيك - مولدوفا - منغوليا - المغرب - موزمبيق - ناميبيا - هولندا - نيوزيلندا - نيكاراغوا - نيجيريا | - كوريا الشمالية - مقدونيا - النرويج - باكستان - فلسطين - بنما - باراغواي - بيرو - بولندا - البرتغال - قطر - رومانيا - روسيا - رواندا - السعودية - صربيا - سلوفاكيا - جنوب إفريقيا - كوريا الجنوبية - إسبانيا - سريلانكا - السودان - سويسرا - سوريا - تنزانيا - تايلاند - تونس - تركيا - أوكرانيا - الإمارات العربية المتحدة - المملكة المتحدة - الولايات المتحدة - الأوروغواي - فيتنام - زامبيا - زيمبابوي |

## مكاتب تمثيلية
- تايوان (بعثة)
- صوماليلاند (مكتب تمثيلي)
- قبرص الشمالية (مكتب تمثيلي)[1]

## قنصليات عامة/قنصليات

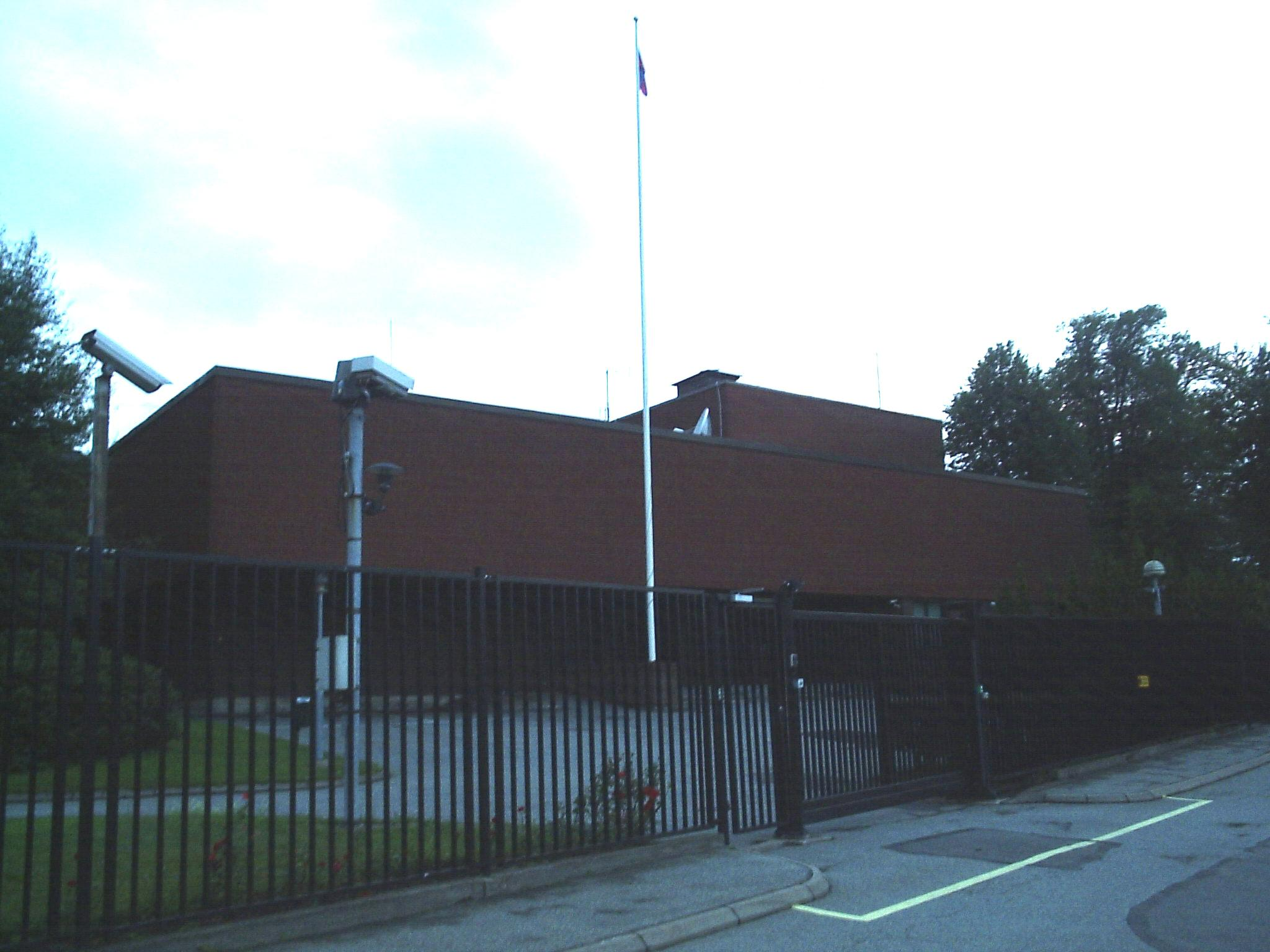
القنصلية العامة لروسيا في غوتنبرغ

غوتنبرغ
- تشيلي
- الصين
- روسيا

## سفارات غير مقيمة
لندن
- البحرين
- باربادوس
- كمبوديا
- الكاميرون
- كوستاريكا
- الغابون
- غامبيا
- جامايكا
- مالاوي
- موريشيوس
- ميانمار
- إسواتيني
- ترينيداد وتوباغو

بروكسيل
- بوتان
- جمهورية إفريقيا الوسطى
- جيبوتي
- غرينادا
- غينيا بيساو
- غيانا
- هندوراس
- الأردن
- قرغيزستان
- مدغشقر
- موريتانيا
- ساموا
- ساو تومي وبرينسيب

كوبنهاغن
- بنين
- بوركينا فاسو
- ساحل العاج
- غانا
- لوكسمبورغ
- نيبال
- النيجر
- سلوفينيا
- أوغندا

برلين
- بوروندي
- تشاد
- غينيا
- الأردن
- قرغيزستان
- مدغشقر
- عُمان
- توغو
- أوزبكستان

أوسلو
- الفلبين
- جنوب السودان
- فنزويلا

مدن أخرى
- أندورا (أندورا لا فيلا)
- ليسوتو (دبلن)
- سان مارينو (سان مارينو)
- سنغافورة (سنغافورة)
- اليمن (لاهاي)

## مقالات متعلقة
- علاقات السويد الخارجية
- قائمة البعثات الدبلوماسية السويدية
- متطلبات الحصول على تأشيرة لمواطني السويد